# 文化心理学
文化心理学（ぶんかしんりがく、英語: cultural psychology）は、文化とそれを構成する人間の心理的プロセスとの相互作用を研究する心理学の一分野である。
文化と心は切り離しがたいものであり相互に構成的である、つまり人は文化によって形作られ、文化もまた人によって形作られるという前提に基づいている。

## 歴史
文化心理学の考え方は、モーリッツ・ラーツァルスとハイマン・シュタインタールにより1859年に創刊された雑誌『Zeitschrift für Völkerpsychologie und Sprachwissenschaft（民族心理学・言語学雑誌）』にその起源を求めることができる。ヴィルヘルム・ヴントは彼らの考え方を発展させ、高次の精神機能は民族によって生み出され共有されているとする民族心理学を作り上げ、これが文化心理学のルーツに当たる。
また、1920年代にロシアの心理学者であるレフ・ヴィゴツキー、アレクサンドル・ルリヤ、アレクセイ・レオンチェフは、人間の心理的発達は所属する文化・社会・歴史的側面と不可分であるとした。

その後、欧米の心理学では人間の心理の普遍性を前提としたため、心と文化の関連についての研究は停滞した。しかし20世紀後半になると、特に比較文化研究の観点から、欧米を中心に発達した心理学理論は異なる文化圏では必ずしも当てはまらないことが次第に明らかとなっていった。そうした中で、リチャード・シュウェーダーは心理的プロセスと文化的文脈との相互関連に注目し、人間の心理はその文化的文脈の中で理解されるべきであるとする文化心理学を提唱した。